# Origine (album)
Origine è il quarto album in studio del gruppo musicale sudcoreano B1A4, pubblicato nel 2020.

## Tracce
1. Origine (Intro) – 1:27
2. Like A Movie (영화처럼) – 3:33
3. what is LovE? (오렌지색 하늘은 무슨 맛일까?) – 3:12
4. Diving – 3:17
5. Zero Gravity (CNU solo) (feat. BIBI) (무중력) – 3:10
6. Water Drop (물방울) – 4:33
7. Wind (바람) – 4:02
8. Plodding (Sandeul Solo) (터벅터벅) – 3:11
9. Colored With Love (Gongchan Solo) (너에게 물들어간다) – 4:39
10. Let's Fly (나르샤) – 3:22
11. Tonight – 3:26
12. For BANA (더 뜨겁게 사랑할 여름에 만나요) – 3:52